# Escudo (rivière)
Pour les articles homonymes, voir Escudo.
L'Escudo est un cours d'eau d'une longueur de 20,5 km qui coule dans la communauté autonome de la Cantabrie en Espagne. Il se jette dans le golfe de Gascogne dans la Ría de San Vicente de la Barquera (es).

## Source de la traduction
- (es) Cet article est partiellement ou en totalité issu de l’article de Wikipédia en espagnol intitulé « Río Escudo » (voir la liste des auteurs).